# Contea di Hoke
La contea di Hoke in inglese Hoke County è una contea dello Stato della Carolina del Nord, negli Stati Uniti. La popolazione al censimento del 2000 era di 33 646 abitanti. Il capoluogo di contea è Raeford.

## Storia
La contea di Hoke fu costituita nel 1911.